# 小行星2994
小行星2994（2994 Flynn）是一颗绕太阳运转的小行星，为主小行星带小行星。该小行星于1975年8月14日发现。
該小行星以珀斯天文台職員麥克·坎迪（Mike Candy）的妻子維琪·瑪莉·費林（Vicki Marie Flynn）命名。

## 轨道参数
小行星2994的轨道半长轴为2.4184516 UA，离心率为0.228。